# Трејвон Бромел
Трејвон Џакез Бромел (енгл. Trayvon Jaquez Bromell; Сент Питерсбург (Флорида), 10. јул 1995.) је амерички атлетичар специјализован за спринтерске дисциплине. Освојио је бронзане медаље у трци на 100 метара на светским првенствима 2015. и 2022. Бромел је светски шампион на 60 метара у дворани 2016. Такмичио се на Олимпијским играма у Рију 2016. и Токију 2020. Био је први јуниор који је трчао бриже од 10 секунди на 100 метара са временом од 9,97 секунди.
Бромелов лични рекорд од 6,42 секунде на 60 метара и 9,76 секунди на 100 метара ставља га међу десеет најбржих атлетичара свих времена у најкраћим спринтерским дисциплинама.

## Каријера

### 2014
Бромел је 29. марта 2014. изједначио светски јуниорски рекорд на 100 метара, трчећи 10.01 у Остину, Тексас, док је представљао Универзитет Бејлор. Само дан пре трке, Бромел је дошао на 0,01 рекорда са резултатом 10,02.
13. јуна 2014. Бромел је трчао 9,92 у Јуџину, али тај резултат није ушао у књигу рекорда, јер је остварен уз помоћ ветра у леђа. Дувао је ветар брзином од 2,2 метара у секунди, а дозвољено је највише +2,0 м/с. Следећег дана је у финалу истрчао 9,97 са дозвољеним ветром од +1,8 м/с.
Крајем маја 2014. у Лабоку у Тексасу  Бромел је трчао 9,77 на 100 метара. Међутим, рекордно време је поништено због прејаког ветра у леђа од +4,2 м/с.

### 2015
На првенству САД у атлетици Бромел је победио у квалификацијама са личним рекордом од 9,84 секунде. Победио је у полуфиналу за 9,76 секунди, уз прејак ветар у леђа (+3,7 м/с). Овом трком се квалификовао за Светско првенство 2015. за трку на 100 м и за америчку штафету 4 × 100 м.
На Светском првенству у Пекингу 2015. Бромел је у финалу стигао као трећи и поделио бронзану медаљу са Андреом де Грасом из Канаде. Обојица су трчали истоветно време од 9,92 с. У штафети 4 × 100 метара Бромел је успео да одведе тим Сједињених Држава до друге позиције у финалу. Међутим, грешка у последњој размени резултирала је дисквалификацијом тима, оставивши Бромела и његове тимске колеге без медаље.
Бромел је касније током године дипломирао на Бејлор Универзитету. Постао је професионалац након што је потписао уговор са спортском компанијом Њу Баланс (New Balance).

### 2016
Бромел је 18. марта 2016. победио у финаллу трке на 60 метара у времену 6.47 с и освојио златну медаљу на Светском првенству у дворани. Пред домаћом публиком у Орегону, Бромел је победио ветерана са Јамајке Асафу Пауела, који је трчао 6,44 секунде у квалификацијама и полуфиналу.
Бромел је у Рију на Олимпијским играма стигао осми са 10.06 с у финалу трке на 100 метара. Бромел је у финалу трке штафета 4 × 100 м трчао последњу измену и стигао на циљ као трећи. Бромел је пао на земљу од мучног бола након бацања у циљу. Док је његов тим славио бронзану медаљу,  Бромел је схватио да је још једном поцепао Ахилову тетиву. Још веће разочарење била је пресуда да је неправилна прва размена резултирала дисквалификацијом америчке штафете, чиме је Бромелу, још једном, након Пекинга 2015, одузета медаља у трци штафета.

### 2021
Бромел се вратио у форму 2021. године, забележивши лични рекорд и светско најбоље време од 9,77 секунди на 100 метара.
На Олимпијским играма 2020. у Токију, Бромел није успео да се пласира у финале на 100 метара након што је био трећи у свом полуфиналу. Бромел се 18. септембра такмичио на митингу у Најробију, где је победио у времену новог личног рекорда од 9,76 секунди.

## Достигнућа
Информације са профила Трејвона Бромела на сајту Светске атлетике.

### Лични рекорди
| Дисциплина        | Резултат (секунде.стотинке) | Ветар (метара у секунди) | Место одржавања | Датум               | Напомене                      |
| ----------------- | --------------------------- | ------------------------ | --------------- | ------------------- | ----------------------------- |
| 60 м у дворани    | 6.42                        |                          | Клемсон, САД    | 10. фебруар 2023.   | 6. резултат свих времена      |
| 100 м             | 9,76                        | +1.2                     | Најроби, Кенија | 18. септембар 2021. | 6. резултат свих времена      |
| 200 м             | 20.03                       | +2.0                     | Јуџин, САД      | 10. јун 2015.       |                               |
| 200 м             | 19,86                       | +2.4*                    | Јуџин, САД      | 12. јун 2015.       | *Недозвољено јак ветар у леђа |
| 200 м у дворани   | 20.19                       |                          | Фејетвил, САД   | 14. март 2015.      |                               |
| 4 × 100 м штафета | 37.87                       |                          | Монако          | 17. јул 2015.       |                               |

### Међународна такмичења
| Година | Такмичење                    | Место                  | Пласман            | Дисциплина | Резултат | Ветар (метара у секунди) | Напомене                         |
| ------ | ---------------------------- | ---------------------- | ------------------ | ---------- | -------- | ------------------------ | -------------------------------- |
| 2014   | Светско првенство за јуниоре | Јуџин, САД             | 2.                 | 100 м      | 10.28    | −0.6                     |                                  |
| 2014   | Светско првенство за јуниоре | Јуџин, САД             | 1.                 | 4 × 100 м  | 38.70    |                          |                                  |
| 2015   | Светско првенство            | Пекинг, Кина           | 3.                 | 100 м      | 9.92     | −0.5                     |                                  |
| 2015   | Светско првенство            | Пекинг, Кина           | Дисквалификовани   | 4 × 100 м  | —        |                          | Грешка у предаји штафетне палице |
| 2016   | Светско првенство у дворани  | Портланд, САД          | 1.                 | 60 м       | 6.47     |                          |                                  |
| 2016   | Олимпијске игре              | Рио де Жанеиро, Бразил | 8.                 | 100 м      | 10.06    | +0.2                     |                                  |
| 2016   | Олимпијске игре              | Рио де Жанеиро, Бразил | Дисквалификовани   | 4 × 100 м  | —        |                          | Грешка у предаји штафетне палице |
| 2021   | Олимпијске игре              | Токио, Јапан           | 10. (полуфинале)   | 100 м      | 10.00    | -0.2                     |                                  |
| 2021   | Олимпијске игре              | Токио, Јапан           | 7. (квалификације) | 4 × 100 м  | 38.10    |                          |                                  |
| 2022   | Светско првенство            | Јуџин, САД             | 3.                 | 100 м      | 9.88     | -0.1                     |                                  |